# Klaus Kinski

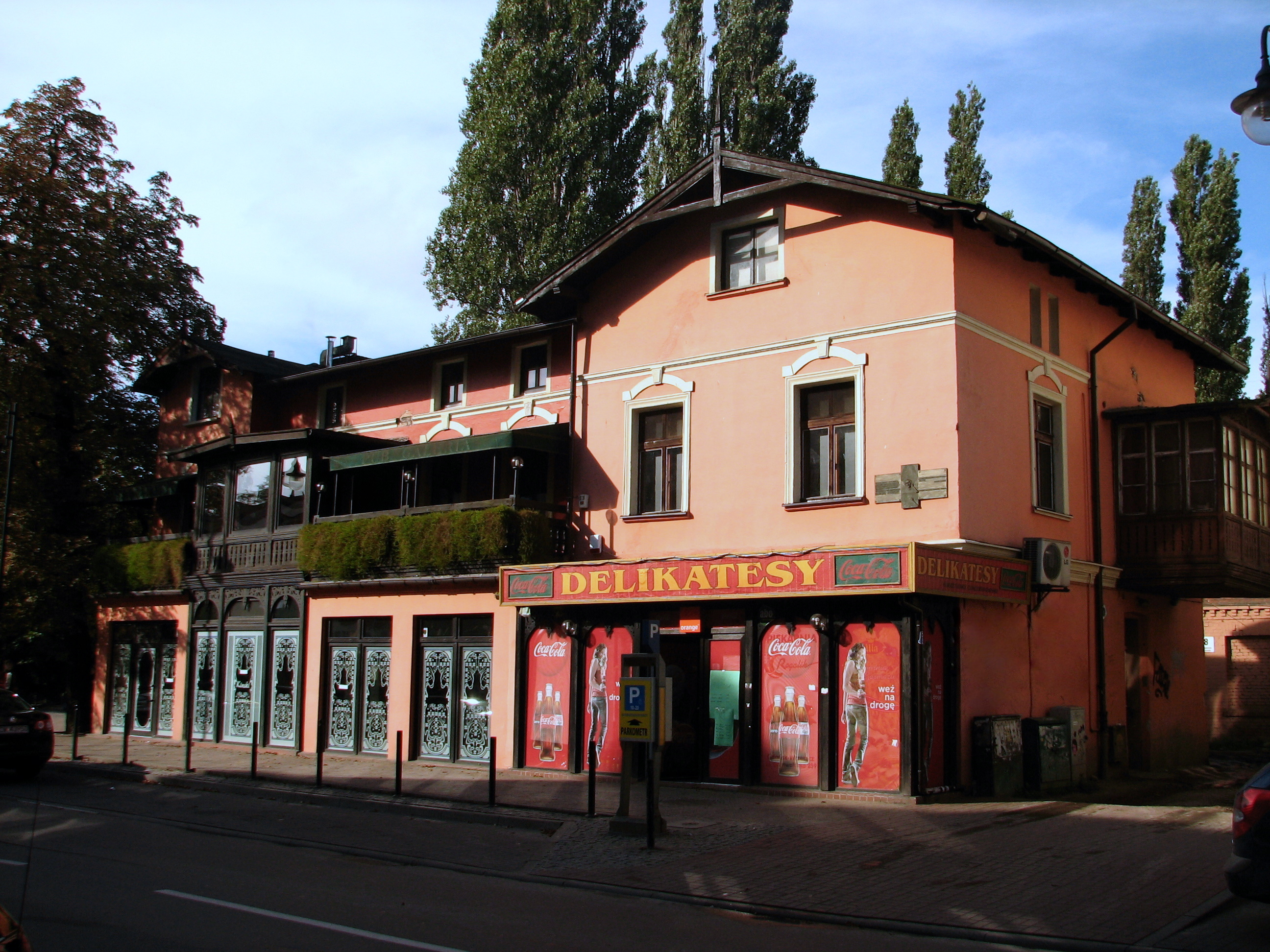
Klaus Kinski's geboortehuis in Sopot, Polen.

Klaus Kinski, geboren Nikolaus Günther Nakszyński (Zoppot, vrije stad Danzig (later Sopot, Polen), 18 oktober 1926 – Lagunitas, Californië, 23 november 1991) was een Duitse acteur. Kinski was zowel bekend om zijn intense rollen als om zijn temperamentvolle en agressieve karakter. Tot zijn bekendste rollen behoren rollen in de vijf films die hij heeft gemaakt met de Duitse regisseur Werner Herzog.

## Biografie
Kinski was de zoon van de apotheker Bruno Nakszyński en Susanne Lutze, de dochter van een Duitse dominee uit Danzig. Hij groeide op in Berlijn. In 1943 diende Kinski bij de Wehrmacht. Hij werd in 1944 in Nederland gevangengenomen en zat de rest van de oorlog uit in het Britse krijgsgevangenkamp Camp 186 in Colchester, waar hij vrouwenrollen speelde in het kamptheater.
Na de oorlog keerde hij terug naar West-Duitsland, waar hij ging werken als toneelacteur. Dankzij zowel zijn talent als zijn wisselende humeur was zijn naam al snel gevestigd. Hij maakte vooral naam in verscheidene monologen, waarbij hij de werken van onder andere William Shakespeare en François Villon voordroeg. Rond deze tijd veranderde hij zijn naam in 'Klaus Kinski'. Hij vertrok al snel naar de film. In 1948 maakte hij zijn filmdebuut in de film Morituri, en in 1951 speelde hij een klein rolletje in zijn eerste Engelstalige film, Decision Before Dawn. In de jaren die daarop volgden, toonde hij geen grote kieskeurigheid in zijn rollen: hij speelde in minstens 130 films, waaronder een groot aantal B-films, die ook door Kinski zelf werden omschreven als 'troep'. Zijn grote doorbraak in Duitsland kwam in de jaren zestig dankzij een reeks van Duitse verfilmingen van de verhalen van Edgar Wallace, waarin hij veelal de schurk speelde. Ook speelde hij in enkele spaghettiwesterns, waaronder For a Few Dollars More (Per qualche dollaro in più) en was hij te zien in Doctor Zhivago.
De internationale doorbraak kwam in de jaren zeventig en tachtig, dankzij zijn samenwerking met de Duitse regisseur Werner Herzog. De samenwerking duurde vijftien jaar en leverde vijf films op: Aguirre, der Zorn Gottes (1972), Woyzeck (1979), Nosferatu: Phantom der Nacht (1979), Fitzcarraldo (1982) en Cobra Verde (1987). De samenwerking tussen de twee verliep niet vlekkeloos, en de twee kwamen geregeld met elkaar in conflict. Een bekend voorbeeld is de moeizame productie van de film Aguirre, der Zorn Gottes. Een ruzie tussen Herzog en Kinski, die regelmatig van de filmset wegliep en dreigde met de productie te stoppen, liep op een gegeven moment zo hoog op, dat Herzog enkel Kinski kon overtuigen te blijven door te dreigen eerst hem neer te schieten en daarna zichzelf als hij niet meewerkte. Hun haat-liefderelatie wist wel grote prestaties aan de twee te ontlokken: Aguirre, der Zorn Gottes, Nosferatu: Phantom der Nacht en Fitzcarraldo behoren volgens velen tot hun beste en bekendste films. In de documentaire Mein liebster Feind - Klaus Kinski ("Mijn beste vijand") uit 1999 blikt Herzog terug op hun samenwerking.
Klaus Kinski stond er om bekend een hekel te hebben aan regisseurs. Ook scheen hij heel moeilijk te zijn om mee samen te werken. Regisseur David Schmoeller bracht in 1999 de korte documentaire Please Kill Mr. Kinski uit, waarin hij terugblikt op de samenwerking met Kinski tijdens de opnames van Crawlspace (1986). In de documentaire vertelt Schmoeller dat Kinski onder andere weigerde te luisteren naar commando's als actie en cut. De Duitse regisseur Ulli Lommel regisseerde Kinski in de film Revenge of the Stolen Stars (1986). In een interview op de dvd van de film vertelt Lommel dat Kinski tijdens de opnames continu zat te klagen over het licht en de microfoons. Ook weigerde Kinski in een stoel te zitten, toen de cameramensen de betreffende scene vanuit een andere hoek wilden filmen. Hierdoor was continuïteit onmogelijk. Lommel kwam uiteindelijk met het idee om Kinski's personage te veranderen in een spook, waardoor Kinski zijn eigen gang kon gaan tijdens de opnames. Regisseur Jesús Franco beweert dat hij nooit problemen had met Kinski, en dat hij gemakkelijk was om mee samen te werken.
Kinski bracht in 1988 een autobiografie uit, Ich brauche Liebe (in het Engels uitgebracht onder de titel All I Need is Love en in 1997 opnieuw in gewijzigde versie uitgebracht onder de titel Kinski Uncut).
Kinski's laatste film was Kinski Paganini uit 1989, een biografische film over de Italiaanse vioolspeler Niccolò Paganini. Kinski speelde de hoofdrol en was tevens de regisseur van de film. In 1991 stierf Kinski op 65-jarige leeftijd aan een hartaanval. Zijn as werd uitgestrooid over de Grote Oceaan. Enkel zijn zoon Nikolai was hierbij aanwezig. Op 9 januari 2013 kwamen beschuldigingen naar buiten dat Kinski zijn dochter Pola zou hebben misbruikt.

## Huwelijk en kinderen
Kinski is drie keer getrouwd geweest, en wel:
1. van 1952 tot 1959 met Gislint Kühlbeck - één dochter, Pola
2. van 1960 tot 1971 met Ruth Brigitte Tocki - één dochter, Nastassja
3. van 1971 tot 1979 met Minhoi Geneviève Loanic - één zoon, Nikolai

Het bekendst is waarschijnlijk zijn tweede dochter, Nastassja Kinski. De twee hadden echter slechts zelden contact. In een interview in de Duitse krant Bild am Sonntag op 13 januari 2013 noemde zij haar vader een tiran die het gezin constant terroriseerde. „Hij was zo onberekenbaar, ik was 99 procent van de tijd bang van hem”, aldus Nastassja Kinski in het interview.

## Filmografie (selectie)
- 1948: Morituri
- 1951: Decision Before Dawn
- 1954: Angst
- 1954: Ludwig II
- 1955: Hanussen
- 1955: Kinder, Mütter und ein General
- 1955: Um Thron und Liebe
- 1956: Waldwinter
- 1956: Geliebte Corinna
- 1958: A Time to Love and a Time to Die
- 1960: Der Rächer
- 1961: Die Toten Augen von London
- 1961: Bankraub in der Rue Latour
- 1961: Das Geheimnis der Gelben Narzissen
- 1961: Die Seltsame Gräfin
- 1962: The Counterfeit Traitor
- 1962: Der Rote Rausch
- 1962: Das Gasthaus an der Themse
- 1962: Das Rätsel der roten Orchidee
- 1962: Die Tür mit den sieben Schlössern
- 1963: Das Geheimnis der Schwarzen Witwe
- 1963: Piccadilly Null Uhr Zwölf
- 1963: Der Zinker
- 1963: Das indische Tuch
- 1963: Kali Yug, la dea della vendetta
- 1963: Il mistero del tempio indiano
- 1963: Der letzte Ritt nach Santa Cruz
- 1963: Der schwarze Abt
- 1963: Die schwarze Kobra
- 1963: Scotland Yard jagt Dr. Mabuse
- 1964: Das Geheimnis der chinesischen Nelke
- 1964: Die Gruft mit dem Rätselschloss
- 1964: Das Verrätertor
- 1964: Wartezimmer zum Jenseits
- 1964: Winnetou - 2. Teil
- 1965: The Pleasure Girls
- 1965: Per qualche dollaro in più
- 1965: Doctor Zhivago
- 1965: Operatión Estambul
- 1965: Neues vom Hexer
- 1965: Guerre secrète
- 1966: Circus of Fear
- 1966: Our Man in Marrakesh
- 1966: Das Geheimnis der gelben Mönche
- 1966: Gern hab' ich die Frauen gekillt
- 1966: Quien sabe?
- 1967: A Bullet for the General
- 1967: Die Blaue Hand
- 1967: The Million Eyes of Sumuru
- 1967: Grand Slam
- 1967: L'Uomo, l'Orgoglio, la Vendetta
- 1967: Five Golden Dragons
- 1967: Ad ogni costo
- 1967: Ognuno per sé
- 1968: A qualsiasi prezzo
- 1968: I Bastardi
- 1968: Mister zehn Prozent - Miezen und Monete
- 1968: ... Se incontri Sartana prega per la tua morte
- 1968: Coplan sauve sa peau
- 1968: Cinque per l’inferno
- 1969: Il grande silenzio
- 1969: 5 per l'Inferno
- 1969: Il Dito nella Piaga
- 1969: A Doppia Faccia
- 1969: Due Volte Giuda
- 1969: Marquis de Sade: Justine
- 1969: Paroxismus
- 1969: Angel of Death: Sartana
- 1969: La leggia dei gangsters
- 1969: Sono Sartana, il vostro becchino
- 1970: Count Dracula
- 1970: La Peau de Torpedo
- 1970: La Belva
- 1970: And God Said to Cain
- 1970: I Leopardi di Churchill
- 1970: Wie kommt so ein reizendes Mädchen zu diesem Gewerbe?
- 1970: Appuntamento col disonore
- 1971: La Bestia Uccide a Sangue Freddo
- 1971: Black Killer
- 1971: Fistful of Death
- 1971: Lo Chiamavano King
- 1971: Nella Stretta Morsa del Ragno
- 1971: Showdown for a Badman
- 1971: Prega il Morto e Ammazza il Vivo
- 1971: La Vendetta È un Piatto Che si Serve Freddo
- 1970: E dio disse a Caino
- 1971: Giù la testa… hombre
- 1971: Prega il morto e ammazza il vivo
- 1971: Jesus Christus Erlöser (opname van de voorstelling, gepubliceerd 2008)
- 1971: Il venditore di morte
- 1971: L’occhio del ragno
- 1971: Per una bara piena di dollari
- 1972: Aguirre, der Zorn Gottes
- 1972: The Fighting Fists of Shanghai Joe
- 1972: Il Ritorno di Clint il Solitario
- 1973: Eroi all'Inferno
- 1973: Death Smiles on a Murderer
- 1973: La morta ha sorriso all'assassino
- 1973: La mano spietata della legge
- 1973: Il mio nome é Shangai Joe
- 1974: Le Amanti del Mostro
- 1974: La Mano Che Nutre la Morte
- 1974: Lifespan
- 1974: Le orme
- 1975: L'important c'est d'aimer
- 1975: Un Genio, Due Compari, un Pollo
- 1975: Che Botte Ragazzi!
- 1975: Das Netz
- 1975: Footprints on the Moon
- 1976: Jack the Ripper
- 1976: Nuit d'Or
- 1976: Madame Claude
- 1977: Mivtsa Yonatan
- 1977: L’œuf de Colomb (middellange experimentele film)
- 1977: Zoo zéro
- 1977: Operation Thunderbolt
- 1977: Mort d'un pourri
- 1978: La Chanson de Roland
- 1979: Nosferatu: Phantom der Nacht
- 1979: Woyzeck
- 1980: La femme enfent
- 1980: Haine
- 1980: Schizoid
- 1981: Venom
- 1981: Les Fruits de la passion
- 1981: Buddy Buddy
- 1981: The soldier
- 1982: Android
- 1982: Fitzcarraldo
- 1982: Love and Money
- 1984: The Little Drummer Girl
- 1984: Arcobaleno Selvaggio (Wild Rainbow)
- 1985: Creature
- 1985: The Knight of the Dragon
- 1985: Kommando Leopard
- 1985: Revenge of the Stolen Stars
- 1986: Crawlspace
- 1987: Cobra Verde
- 1987: Timestalkers
- 1988: Nosferatu a Venezia
- 1988: I grande cacciatori
- 1989: Kinski Paganini
- 1999: Mein Liebster Feind - Klaus Kinski (documentaire)
- 2008: Jesus Christus Erlöser (documentaire)

### Documentaires
- 1978: Was ich bin, sind meine Filme
- 1982: Burden of Dreams
- 1987: Herzog in Afrika (ARD)
- 1995: Ich bin so wild nach deinem Erdbeermund (ARD)
- 1999: Mein liebster Feind
- 1999: Please Kill Mr. Kinski (Engels)
- 2000: Klaus Kinski – Ich bin kein Schauspieler (WDR, Arte), Regie: Christoph Rüter
- 2011: Klaus Kinski – Es war nicht mal da ruhig, wo ich nicht war (WDR)
- 2020: Klaus Kinski – Weltstar und Tyrann (ZDF)

### Theater
- voor 1948: Henrik Ibsen: Gespenster (Oswald) – Regie: Otto G.
- 1948: William Shakespeare: Maß für Maß (Claudio) – Regie: Wolfgang Langhoff (Deutsches Theater Berlin – Kammerspiele)
- 1956: William Shakespeare: Heinrich IV. (prins Heinrich) (Kurt Horwitz als Heinrich IV.) – Regie: Fritz Kortner Bayrisches Staatsschauspiel in München

### Hoorspelen
- 1949: William Shakespeare: Romeo und Julia, productie: DDR-televisie
- 1956: William Shakespeare: Heinrich IV. Historisches Schauspiel in zwei Teilen, bewerking en enscenering: Fritz Kortner, regie van de radioversie: Mathias Neumann. productie: Bayerischer Rundfunk, ISBN 978-3-86604-355-8.
- 1956: Sebastian Flyte in Wiedersehen mit Brideshead naar Evelyn Waugh, regie: Hans Rosenhauer, productie: Hessischer Rundfunk
- 1959: Kinski spricht Villon
- 1960: Horst Bienek: Sechs Gramm Caratillo, regie: Mathias Neumann. productie: Hessischer Rundfunk, Random House Audio 2002, ISBN 3-89830-323-3.
- 1961: Wolfgang Graetz: Die Nacht allein, regie: Mathias Neumann, productie: Hessischer Rundfunk, Random House Audio 2002, ISBN 3-89830-323-3.
- 1999: Jesus Christus Erlöser, regie: Volker Kühn, productie: Bear Family Records 1999, ISBN 3-89795-662-4, en Klaus Kinski Records 2006, ISBN 3-86604-341-4.
- 2004: François Villon: Ich bin so wild nach deinem Erdbeermund. ISBN 3-8291-1415-X.

### Geschriften
- Ich bin so wild nach deinem Erdbeermund. Autobiografie. Rogner & Bernhard, München 1975, ISBN 3-8077-0050-1.
- Ich brauche Liebe. Autobiografie. Heyne, München 1991, ISBN 3-453-04579-3.
- Paganini. Autobiografie. Heyne, München 1992, ISBN 3-453-05637-X.
- met Peter Geyer: Jesus Christus Erlöser und Fieber – Tagebuch eines Aussätzigen. Suhrkamp, Frankfurt 2006, ISBN 3-518-45813-2.

- Bibsys: 90853942
- Biblioteca Nacional de España: XX1078173
- Bibliothèque nationale de France: cb11909778w (data)
- Catàleg d'autoritats de noms i títols de Catalunya: 981061015571906706
- CiNii: DA13317757
- Gemeinsame Normdatei: 118562266
- International Standard Name Identifier: 0000 0003 6857 3043
- Library of Congress Control Number: n88081698
- Nationale Bibliotheek van Letland: 000252772
- MusicBrainz: 7f4a4886-a78c-417c-b321-0c5f091a0c26
- Nationale Bibliotheek van Tsjechië: xx0021952
- Nationale bibliotheek van Australië: 35527964
- Nationale Bibliotheek van Israël: 987007339430105171
- Nationale Bibliotheek van Polen: a0000001179955
- Nederlandse Thesaurus van Auteursnamen: 070979669
- Réseau des bibliothèques de Suisse occidentale: 02-A027401638
- LIBRIS: 250998
- SNAC: w6r24231
- Système universitaire de documentation: 027469522
- Trove: 985486
- Virtual International Authority File: 64007571
- WorldCat: E39PBJdx4Xhm47HXYh9kMTgh73